# Lahm (Itzgrund)
Lahm ist ein Gemeindeteil von Itzgrund im oberfränkischen Landkreis Coburg.

## Geographie
Das Pfarrdorf liegt südlich von Coburg, etwa 20 Kilometer entfernt. Der Ort befindet sich auf einem flachen Osthang des Itzgrundes, am Westrand einer Burgsandsteinschicht des mittleren Keupers. Südlich liegt die 285 Meter hohe Lahmerhöhe. Östlich von Lahm entspringt bei Eggenbach der gleichnamige Bach, ein linker Zufluss der Itz, der den Ort nördlich quert und durch ein Wehr zu einem Teich aufgestaut wird. Die Itz ist die westliche Gemarkungsgrenze und zugleich Grenze zum Regierungsbezirk Unterfranken. Schon im Hochmittelalter führte eine Geleitstraße von Bamberg nach Coburg entlang der Itz durch das Dorf. Heute liegt zwischen der Itz und dem Ort die Bundesstraße 4, die 1962 aus Lahm an den Ortsrand verlegt wurde.

## Geschichte
Lahm wurde um 800 erstmals in den Traditionen des Klosters Fulda genannt, die auf einer Abschrift im Codex Eberhardi aus dem 12. Jahrhundert beruhen. Der Ortsname ist slawischen Ursprungs und bedeutet Bruch, Windbruch.
Lahm war im 10. Jahrhundert Teil des Grabfeldgaus, zu dem auch das Gebiet zwischen Itz und Main, der Banzgau, gehörte. Kirchlich war der Ort anfangs der Urpfarrei Altenbanz zugeordnet. Nach der Gründung des oberfränkischen Bistums Bamberg blieb Lahm beim unterfränkischen Hochstift Würzburg.

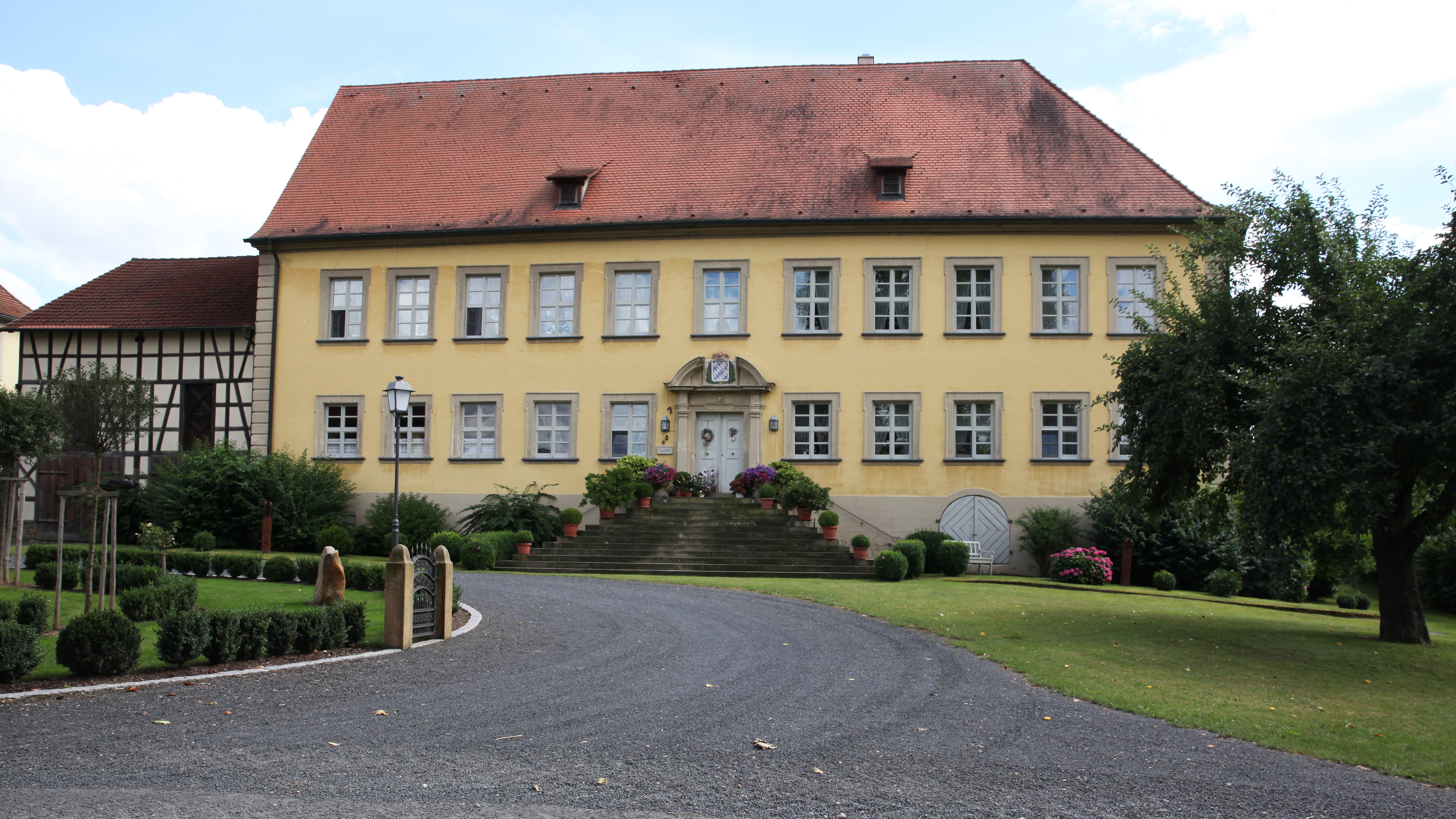
Schloss Lahm

Im 13. Jahrhundert wurde ein  Rittergut gegründet. Als dessen Besitzer wurden erstmals 1333 die Herren von Lichtenstein genannt. Zum Rittergut gehörten der Ort Kaltenherberg sowie Güter in Pülsdorf und Schottenstein. Lahm war ein sehr wohlhabendes Dorf, das erste und einträglichste Rittergut im Ritterkanton Baunach. Die von Lichtenstein gehörten zur reichsunmittelbaren Ritterschaft. Wie die meisten des fränkischen Adels führten sie in der zweiten Hälfte des 16. Jahrhunderts die Reformation ein. 1699 starb mit Wilhelm Ulrich von Lichtenstein zu Lichtenstein die Hauptlinie der Familie aus und die Lichtensteiner aus Lahm erbten den Stammsitz Burg Lichtenstein.
1819 veräußerten die von Lichtenstein das Rittergut an den Freiherrn von Bibra und den Bamberger Bürgermeister von Hornthal. 1820 erwarb Herzog Wilhelm in Bayern das Gut. Sein Enkel Herzog Maximilian in Bayern zerschlug es 1852 durch Einteilung in 14 Parzellen und Verkauf an lokale Bauernfamilien.
1578 hatte Lahm neben Schloss, Kirche und Pfarrhaus 17 bebaute Herdstellen und eine Öde. Im 16. Jahrhundert siedelten sich Kolonisten um das Schloss an. 1792 gab es 31 Anwesen, 1801 48 Häuser und 275 Einwohner. Im Jahr 1852 wurden 382 Einwohner und 125 Häuser gezählt. 1925 hatte das Dorf 187 Einwohner und 41 Wohnhäuser. In der Gemeinde, die auch Kaltenherberg und Pülsdorf umfasste, lebten 271 Personen, von denen 256 der evangelisch-lutherischen Kirche angehörten. Im Jahr 1987 hatte das Dorf 270 Einwohner und 83 Wohnhäuser mit 101 Wohnungen.
Am 1. Oktober 1913 wurde Lahm mit der Bahnstrecke Breitengüßbach–Dietersdorf an das Eisenbahnnetz angeschlossen. Der Personenverkehr wurde am 28. September 1975 eingestellt, am 27. September 1981 erfolgte die Gesamtstilllegung. 1957 wurde der Ortsname in Lahm im Itzgrund geändert. Ein neues Schulhaus wurde 1961 für die Schüler von Lahm und Pülsdorf eingeweiht. Seit 1995 wird das Gebäude von einem Kindergarten genutzt.
Am 1. Juli 1972 wurde der Landkreis Staffelstein aufgelöst. Seitdem gehört Lahm zum Landkreis Coburg. Im Zuge der bayerischen Gebietsreform verlor Lahm am 1. Mai 1978 seine Selbstständigkeit als Gemeinde und wurde, wie seine Ortsteile, das Dorf Pülsdorf und die Einöde Kaltenherberg, ein Gemeindeteil der Gemeinde Itzgrund.

### Einwohnerentwicklung
| Jahr      | 1801 | 1852 | 1871 | 1900 | 1925 | 1950 | 1970 | 1987 | 2004 |
| --------- | ---- | ---- | ---- | ---- | ---- | ---- | ---- | ---- | ---- |
| Einwohner | 275  | 382  | 217  | 207  | 187  | 308  | 230  | 270  | 260  |

## Sehenswürdigkeiten

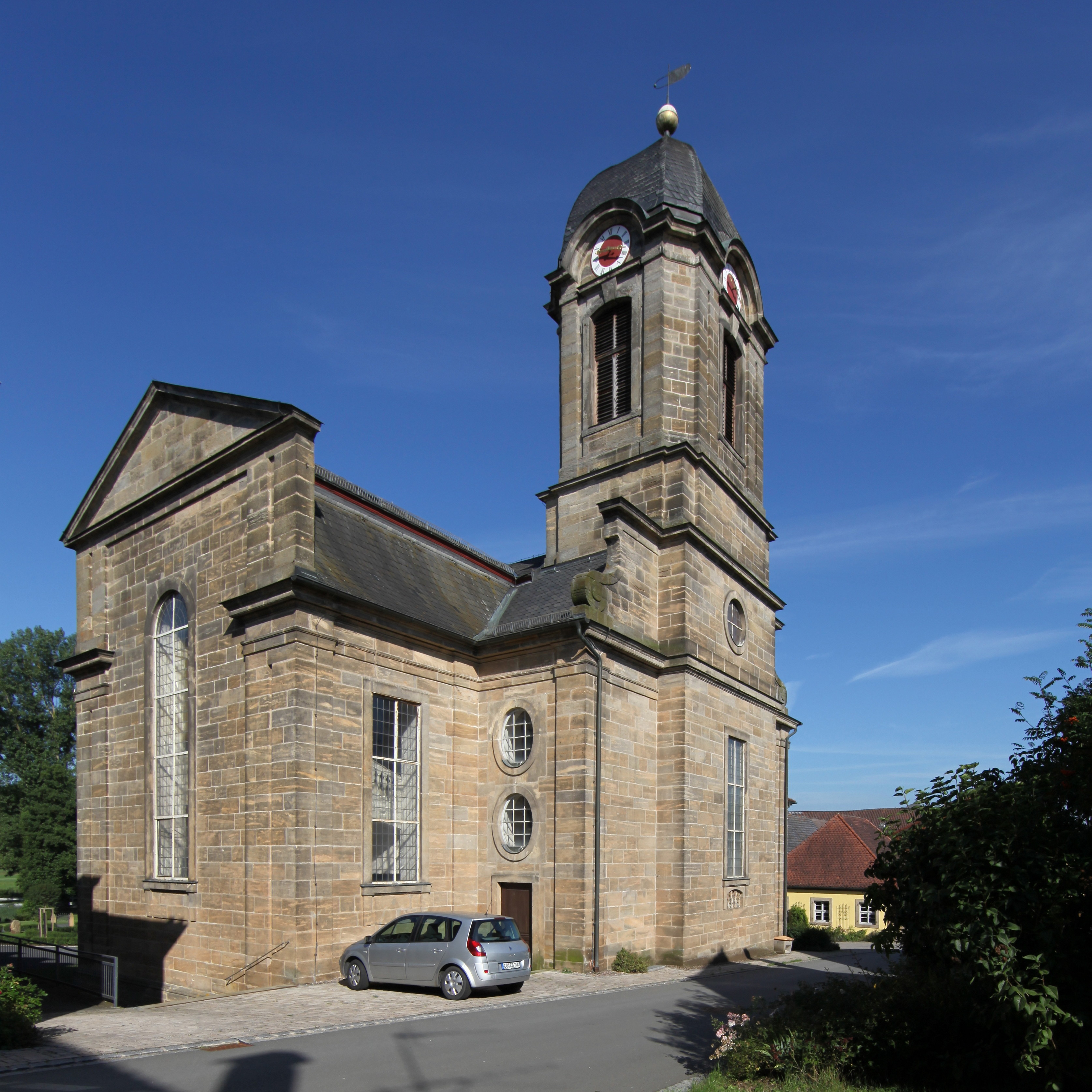
Schlosskirche, Ostfassade

Lahm hat einen außerordentlich großen historischen Baubestand, der auch in seiner Struktur erhalten ist. In der Liste der Baudenkmäler in Lahm sind 13 Baudenkmäler aufgeführt. Die Dorfstruktur kann als Haufendorf mit kleinparzellierter Gemengeflur bezeichnet werden. Es war ein Handwerker-Bauerndorf. Der Ort gliedert sich in mehrere Teile. Im Westen befinden sich Kirche, Pfarrhaus, Schule, Ökonomiegebäude, Garten und Park. Es folgen in Richtung Osten in einem zentralen Bereich dicht aneinanderliegende Bauern- und Handwerkeranwesen. Entlang der Geleitstraße sind  meist traufständige Anwesen straßendorfartig angeordnet.
Die evangelisch-lutherische Pfarr- und Schlosskirche Heilige Dreieinigkeit ließen die Herren von Lichtenstein 1728 bis 1732 nach einem Entwurf des Ansbacher Hofbaudirektors Carl Friedrich von Zocha als Hof- und Gemeindekirche errichten. Es ist ein kreuzförmig angelegter Zentralbau im französischen Barockstil mit dem Turm im Osten über der Sakristei. Zur Ausstattung gehört ein Kanzelaltar, darüber befindet sich die weitgehend im Originalzustand  erhaltene bauzeitliche Orgel von Heinrich Gottlieb Herbst aus Halberstadt.
Das ehemalige Schloss wurde um 1710 errichtet. Der Vorgängerbau war wohl ein Wasserschloss. Es befindet sich nicht wie üblich in einer erhöhten Hanglage, sondern am tiefsten Punkt des Dorfes. Das Gebäude ist ein stattliches, zweigeschossiges Bauwerk mit vier zu elf Achsen auf einem hohen Kellergeschoss. Das über eine Freitreppe zu erreichende Portal trägt seit 1820 das bayerische Rautenwappen.